# جوزف اچ. بال
جوزف اچ. بال (به انگلیسی: Joseph H. Ball) سناتور سابق عضو حزب جمهوری‌خواه ایالات متحده آمریکا بود. وی در سال ۱۹۴۰ تا ۱۹۴۲ و ۱۹۴۳ تا ۱۹۴۹ میلادی سناتور ایالت مینه‌سوتا در سنای ایالات متحده آمریکا بود.